# Sternarchorhynchus mareikeae
Sternarchorhynchus mareikeae és una espècie de peix d'aigua dolça pertanyent a la família dels apteronòtids.
El mascle pot arribar a fer 19,2 cm de llargària màxima i la femella 13,5.
És un peix d'aigua dolça, bentopelàgic i de clima tropical. Es troba a Sud-amèrica: el Brasil. És inofensiu per als humans.